# Фахбах
Фахбах (њем. Fachbach) општина је у њемачкој савезној држави Рајна-Палатинат. Једно је од 137 општинских средишта округа Рајн-Лан. Према процјени из 2010. у општини је живјело 1.278 становника. Посједује регионалну шифру (AGS) 7141041.

## Географски и демографски подаци
Фахбах се налази у савезној држави Рајна-Палатинат у округу Рајн-Лан. Општина се налази на надморској висини од 76 метара. Површина општине износи 2,2 km². У самом мјесту је, према процјени из 2010. године, живјело 1.278 становника. Просјечна густина становништва износи 573 становника/km².